# Piedmont (Alabama)
Piedmont é uma cidade localizada no estado americano de Alabama, no Condado de Calhoun e Condado de Cherokee.

## Demografia
Segundo o censo americano de 2000, a sua população era de 5120 habitantes.
Em 2006, foi estimada uma população de 5009, um decréscimo de 111 (-2.2%).

## Geografia
De acordo com o United States Census Bureau, a localidade tem uma área de 25,3 km², sem área coberta por água. Piedmont localiza-se a aproximadamente 216 m acima do nível do mar.

## Localidades na vizinhança
O diagrama seguinte representa as localidades num raio de 32 km ao redor de Piedmont.